# NGC 6898
NGC 6898 est une galaxie spirale barrée située dans la constellation du Capricorne. Sa vitesse par rapport au fond diffus cosmologique est de 5 492 ± 21 km/s, ce qui correspond à une distance de Hubble de 81,0 ± 5,7 Mpc (∼264 millions d'al). NGC 6898 a été découverte par l'astronome allemand Albert Marth en 1863.
La classe de luminosité de NGC 6898 est I et elle présente une large raie HI. Elle renferme également des régions d'hydrogène ionisé. 

## NGC 6897 et NGC 6898, une paire de galaxies?

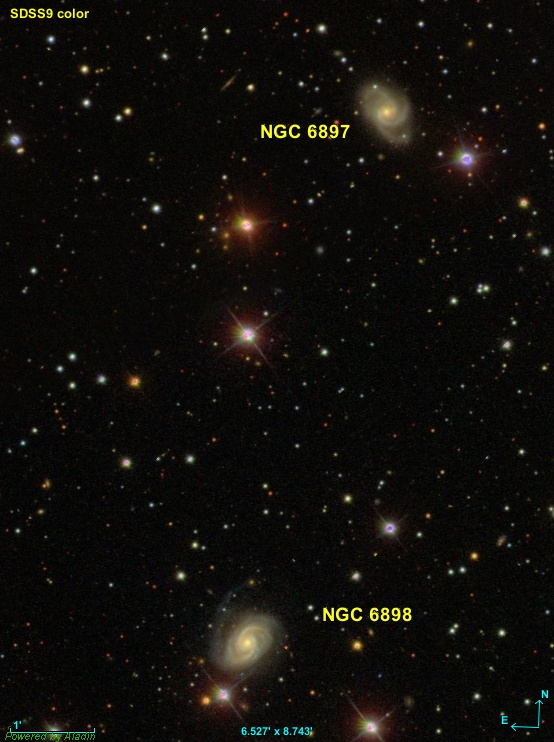
NGC 6897 et NGC 6898.

Il est plutôt étrange qu'aucune source consultée ne fasse remarquer que ces deux galaxies forment une paire de galaxies. Elles sont voisines sur la sphère céleste et pratiquement à la même distance de la Voie lactée. De plus, l'image obtenue des données du relevé SDSS montre assez clairement une déformation de leur bras externe dirigée l'une vers l'autre. On pourrait même considérer qu'elles sont en interaction gravitationnelle.